# Oospila asmura
Oospila asmura är en fjärilsart som beskrevs av Druce 1892. Oospila asmura ingår i släktet Oospila och familjen mätare. Inga underarter finns listade i Catalogue of Life.